# Прудников, Олег Александрович
Оле́г Алекса́ндрович Пру́дников (1 июля 1974 года, Красноярск) — российский дартсмен. Чемпион России в дисциплине «американский крикет» (2019), победитель и призёр всероссийских соревнований.

## Биография
Живёт в Зеленогорске. Работает электромонтёром по ремонту и обслуживанию электрооборудования на Электрохимическом заводе.
Дартсом занялся в 2016 году. За короткое время стал одним из сильнейших игроков Зеленогорска, а затем Красноярского края и всей Сибири.
В 2019 году выиграл чемпионат России по американскому крикету. В финале обыграл своего земляка Александра Гущу.

## Достижения

### Американский крикет
- Чемпион России (2019)